# جوزيه رودريغيز
جوزيه رودريغيز (بالإنجليزية: Jose Rodriguez)‏ هو جاسوس أمريكي، ولد في 21 أكتوبر 1948 في بورتوريكو في الولايات المتحدة.